# O Grande Segredo
O Grande Segredo é uma telenovela brasileira produzida pela extinta TV Excelsior e exibida de 17 de abril a 3 de novembro de 1967, no horário das 20 horas, totalizando 145 capítulos. Foi escrita por Marcos Rey e dirigida por Walter Avancini e Carlos Zara.

## Enredo
A novela conta a história de cinco pessoas que se envolvem em um grande segredo, Marta, Celso, Nina, Lindolfo e Silvia. Marta vive uma vida dupla, em constate debate sobre a própria honestidade e a vida emprestada a uma morta, Ana Célia. Celso sacrifica seu amor por Marta pelo sentimento de dever.
Lindolfo é um homem frio e impiedoso, teceu um plano diabólico para satisfazer as ambições de sua vida. Nina é uma herdeira adolescente, muita ingênua que vai disputar seu primeiro amor. Só Silvia tem a chave para o mistério.

## Elenco
| Ator/Atriz            | Personagem      |
| --------------------- | --------------- |
| Glória Menezes        | Marta/Ana Célia |
| Tarcísio Meira        | Celso           |
| Íris Bruzzi           | Sílvia          |
| Débora Duarte         | Nina            |
| Ivan Mesquita         | Lindolfo        |
| Maria Aparecida Alves | Abigail         |
| Nadir Fernandes       | Sandra          |
| Paulo Figueiredo      | Mário           |
| Irene Ravache         | Zuleica         |
| David Cardoso         | Cássio          |
| Silvio de Abreu       | Juvenal         |
| Fernando Baleroni     | Delegado        |
| Peirão de Castro      | Jorge           |
| Benê Silva            | Alfredo         |
| Nelson Turini         | Henrique        |
| Cleyde Ruth           | Matilde         |
| Silvana Lopes         |                 |
| Luana Cardoso         |                 |
| Jaime Batista         |                 |